# Microterys bangalorensis
Microterys bangalorensis är en stekelart som beskrevs av Shafee och Fatma 1984. Microterys bangalorensis ingår i släktet Microterys och familjen sköldlussteklar. Inga underarter finns listade i Catalogue of Life.